# Jean-Pierre Vuillemin
Jean-Pierre Vuillemin (ur. 21 stycznia 1967 w Rambervillers) – francuski duchowny katolicki, w latach 2019–2023 biskup pomocniczy Metz, biskup Le Mans od 2023.

## Życiorys
Święcenia kapłańskie otrzymał 11 czerwca 1994 i został inkardynowany do diecezji Saint-Dié. Pracował głównie jako duszpasterz parafialny, był także pracownikiem sądu międzydiecezjalnego (2004–2011) oraz wikariuszem sądowym przy trybunale prowincji Besançon (2011–2019).
8 stycznia 2019 papież Franciszek mianował go biskupem pomocniczym diecezji Metz, ze stolicą tytularną Thérouanne. Sakry udzielił mu 3 lutego 2019 biskup Jean-Christophe Lagleize.
3 kwietnia 2023 papież Franciszek mianował go biskupem diecezjalnym Le Mans.